# Martin Škrtel
Martin Škrtel, slovaški nogometaš, * 15. december 1984, Handlová, Češkoslovaška.
Škrtel je bil dolgoletni nogometaš Liverpoola

## Življenjepis
Škrtel je začel nogomet igrati pri šestih letih; kljub temu, da je bil dober igralec hokeja, je sledil očetu in postal nogometaš. Najprej je tako igral za F.C. Prievidza, nato pa je podpisal svojo prvo pogodbo s FK AS Trenčín
Sprva se je preizkušal v različnih nogometnih vlogah, pri šestnajstih letih pa se je odločil za igro v obrambni vrsti.

### Trenčín
Škrtel je svojo profesionalno kariero začel v klubu FK AS Trenčín. Tam je med letoma 2001 in 2004 nastopil na 45 tekmah.

### Zenit Sankt Petersburg
Škrtel je za Zenit prvič nastopil na tekmi ruskega pokalnega prvenstva 31. julija 2004. Sam je povedal, da mu je pri prilagajanju novemu klubu veliko pomagala prisotnost čeških in slovaških nogometašev. Za Zenit je nastopil na 113 tekmah in zanj dosegel pet zadetkov.
Zanj so se zanimali tudi klubi Valencia, Tottenham Hotspur, Everton ter Newcastle United, tekma zanj pa se je končala januarja 2008, ko je podpisal pogodbo z Liverpoolom

### Liverpool
Pogodbo z Liverpoolom je Škrtel podpisal 11. januarja 2008. Pogodba, vredna 6,5 milijona funtov ga klubu zavezuje za štiri leta in pol. Po podpisu pogodbe je menedžer Liverpoola Rafael Benítez zanj izjavil: "Je agresiven, hiter igralec, ki dobro skače in menim, da je dobra pridobitev za klub tudi za v prihodnje. Je izjemno tekmovalen, toda ta miselnost je zame pozitivna. Ko sem ga opazoval na nekaterih tekmah se mi je zdel podoben Jamie Carragherju, kar je spet pozitivno za klub. Za novi klub je prvič nastopil v ligaški tekmi proti Aston Villi, dobil pa je dres s številko 37.
26. januarja 2008 je prvič odigral celo tekmo na tekmi četrtega kola FA pokala proti klubu Havant & Waterlooville, ki se je končala z neodločenim izidom. Dobro je nastopil na ligaški tekmi proti Chelseaju,kjer je nekajkrat odločilno posredoval v obrambi. Takrat je bil izbran za najboljšega igralca tekme po mnenju navijačev. Liverpoolovi navijači ga od takrat izredno cenijo, od takrat pa velja tudi za enega ključnih igralcev Liverpoola. 
Škrtel je bil s strani navijačev izbran tudi za igralca tekme derbija med Liverpoolom in Evertonom, ki jo je 30. marca 2008 Liverpool dobil z 1:0. To je bil Škrtelov prvi nastop na domačem derbiju.

## Reprezentančna kariera
Škrtel je za Slovaško nastopil že kot mladinec. Leta 2004 je prvič nastopil za slovaško člansko reprezentanco, do februarja 2008 pa je nastopil na 23 tekmah in dosegel štiri gole.

### Reprezentančni zadetki
| # | Datum             | Prizorišče                    | Nasprotnik    | Zadel za | Končni izid | Tekmovanje                          |
| - | ----------------- | ----------------------------- | ------------- | -------- | ----------- | ----------------------------------- |
| 1 | 2. september 2006 | Bratislava, Slovaška          | Ciper         | 1 – 0    | 6 – 1       | kvalifikacije za Evropsko prvenstvo |
| 2 | 7. februar 2007   | Jerez de la Frontera, Španija | Poljska       | 2 – 0    | 2 – 2       | prijateljska tekma                  |
| 3 | 24. marec 2007    | Nikozija, Ciper               | Ciper         | 2 – 1    | 3 – 1       | kvalifikacije za Evropsko prvenstvo |
| 4 | 13. oktober 2007  | Dubnica nad Váhom, Slovaška   | San Marino    | 4 – 0    | 7 – 0       | kvalifikacije za Evropsko prvenstvo |
| 5 | 6. september 2008 | Bratislava, Slovaška          | Severna Irska | 1 – 0    | 2 – 1       | kvalifikacije za Svetovno prvenstvo |

## Trofeje
- Mladinski slovaški prvak: 2001[7]

Zenit Sankt Petersburg
- Ruska prva nogometna liga: 2007

Individualne
- Slovaški nogometaš leta:  2007[16], drugi leta 2006[17].
- 3. mesto med branilci 2006[18]